# François Flameng

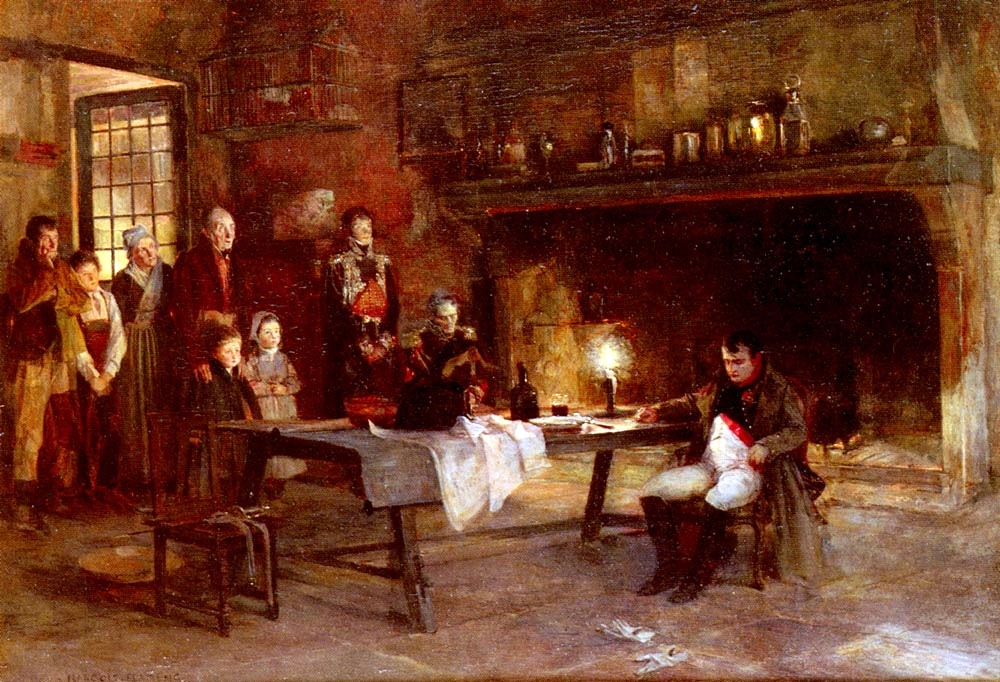
Napoleon po bitwie pod Waterloo

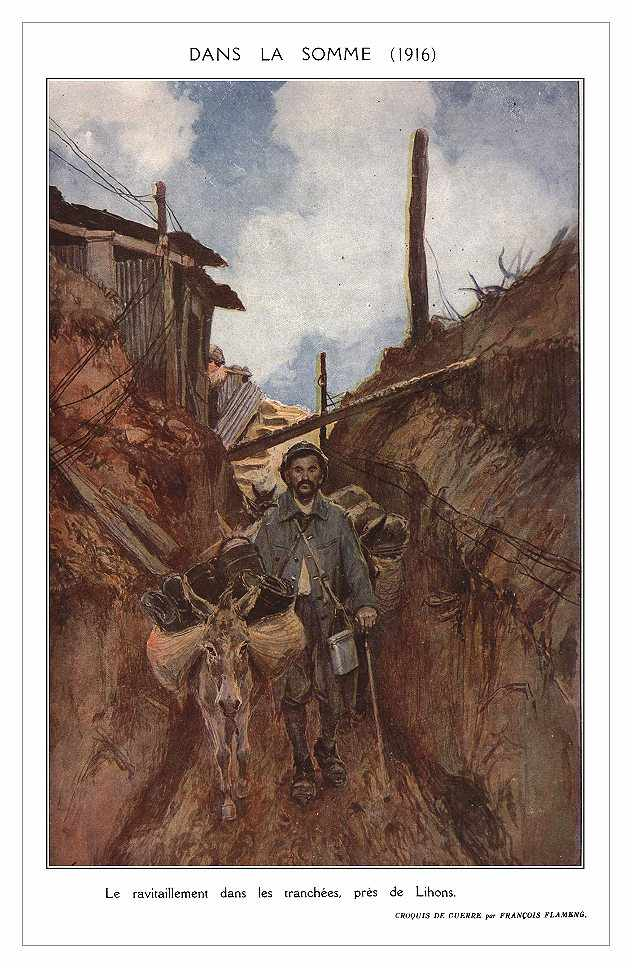
Nad Sommą, 1916

François Flameng (ur. 1856, zm. 1923) – francuski malarz akademicki, ilustrator i dekorator budynków publicznych.
Był uczniem Alexandre Cabanela (1823-1889) i Jean-Paul Laurensa (1838-1931). Początkowo zajmował się tematyką historyczną i portretem. Wykonał malowidła ścienne do wielu paryskich budynków publicznych (Sorbona, Opera Komiczna), projektował banknoty. Był uznanym i cenionym twórcą, otrzymał najwyższe francuskie cywilne odznaczenie, Legię Honorową. Przyjaźnił się z Johnem Singerem Sargentem i Jeanem Leonem Géromé. Pracował w Académie des Beaux-Arts jako nauczyciel.
Flameng zdobył szczególną popularność w okresie I wojny światowej, gdy był akredytowanym dokumentalistą Ministerstwa Wojny. Malował w tym okresie realistyczne akwarele, przedstawiające sceny walk i życie w okopach na froncie zachodnim. Jego prace posiadają dużą wartość dokumentalną i historyczną, były prezentowane w Dôme des Invalides i publikowane w prasie m.in. w L’Illustration.